# Linfocito grande granular
La célula NK (del inglés Natural Killer), asesina natural o célula asesina (anteriormente llamada linfocito grande granuloso) es un tipo de linfocito, y un componente importante del sistema inmunitario innato para la defensa del organismo. Su función es la destrucción de las células infectadas y de las células cancerosas, además de regular las respuestas inmunitarias. No son células fagocíticas, destruyen las células a través del ataque a su membrana plasmática causando la citólisis. Se cree que estas células detectan a la célula diana por reconocimiento del glucocálix anómalo. También se cree que las reconocen cuando las células infectadas o tumorales pierden la MHC de clase I, las cuales inhiben la acción de las células NK. Son producidos en la médula ósea y su función es atacar a células infectadas, hongos, bacterias y virus mediante la secreción de citocinas y enzimas llamadas perforinas y granzimas para destruir células blanco. Su actividad se ve favorecida por la presencia de ciertas citocinas. 
Son otro tipo de linfocitos que participan en la respuesta inmunitaria, los cuales no son linfocitos T ni B, ni tienen marcadores CD4 u CD8. Tienen capacidad de lisar células ya sea directamente o a través de la unión de sus receptores al fragmento Fc de inmunoglobulinas que cubren a la célula a ser eliminada. Son linfocitos de gran importancia en el fenómeno llamado vigilancia inmunitaria al ser los encargados de lisar células que presentan neoantigenicidad, especialmente células cancerosas.

## Anatomía microscópica

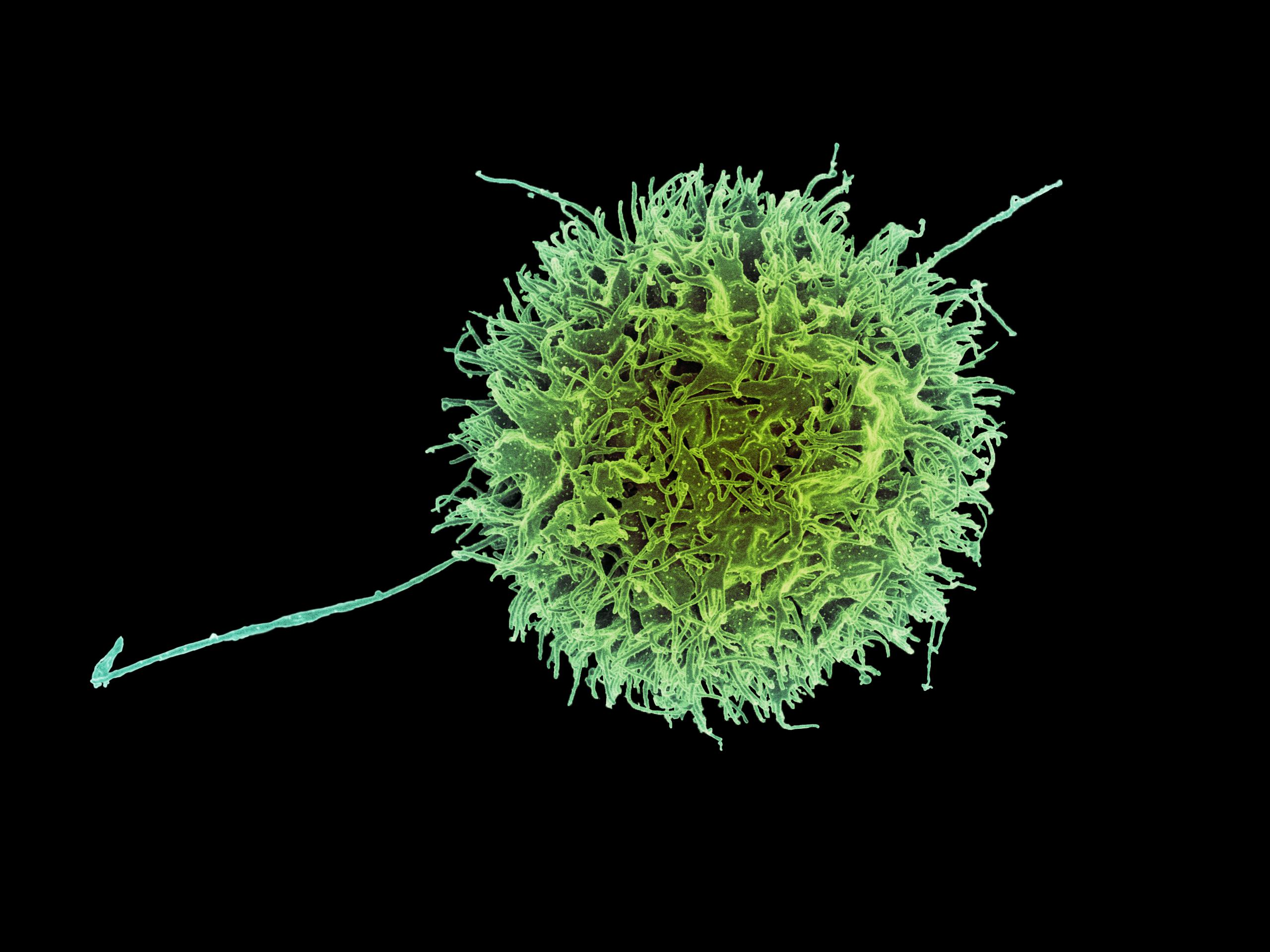
Linfocito NK mostrando su superficie vellosa típica. Microscopio electrónico de barrido.

Con el microscopio óptico se ven como linfocitos llenos de gránulos citoplasmáticos por lo que se conocían como células LGG (Linfocito Grande Granuloso). Morfológicamente son casi indistinguibles a los linfocitos grandes excepto por los gránulos que contienen.

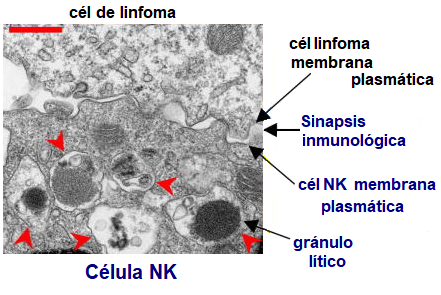
Célula NK (en la mitad inferior) con sus gránulos líticos característicos. Unión de membranas plasmáticas de la célula NK con su célula blanco (en el tercio medio). Microscopio electrónico de transmisión.

Con el microscopio electrónico se caracterizan por sus gránulos y la estructura de los mismos. Los gránulos líticos que se encuentran en el citoplasma de la célula NK, son lisosomas secretores. Esto significa que presentan características tanto del compartimento celular lisosómico, como de la maquinaria secretora especializada de la célula NK. El resultado es un orgánulo de doble función, una función especializada en actividades destructivas debido a sus propiedades lisosómicas y además una función secretora asociada.

## Fisiología
No expresan un receptor de membrana especial de los linfocitos, el receptor de linfocito T (TCR) que es el receptor de membrana característico de los linfocitos T, tampoco expresan el BCR (receptor característico de los linfocitos B), ni CD3 (que es una molécula que hace parte del complejo del receptor TCR), etc. También se las conoce como célula nula. Además, no madura en el timo, como lo hacen los linfocitos T. Se desarrolla en la médula ósea y como ya se había mencionado, no posee los marcadores de superficie característicos de los linfocitos B y T.

Tampoco expresan marcadores celulares fenotípicos que tradicionalmente identifican al resto de las subpoblaciones de linfocitos. En sus membranas solo expresan CD2, CD16 y LFA-1, diferenciándolas de los linfocitos T que siempre son CD3+ y CD16-. Se localizan principalmente circulando en sangre y en el bazo, rara vez en otros tejidos. Otro marcador usado para identificar a las células NK es el CD56. 

## Funciones

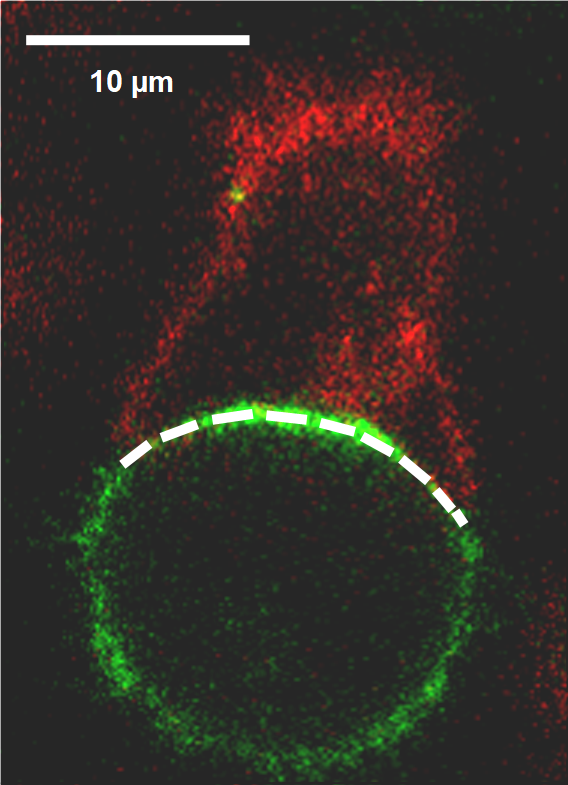
Sinapsis inmunológica entre un linfocito NK arriba en rojo y su célula objetivo en verde.

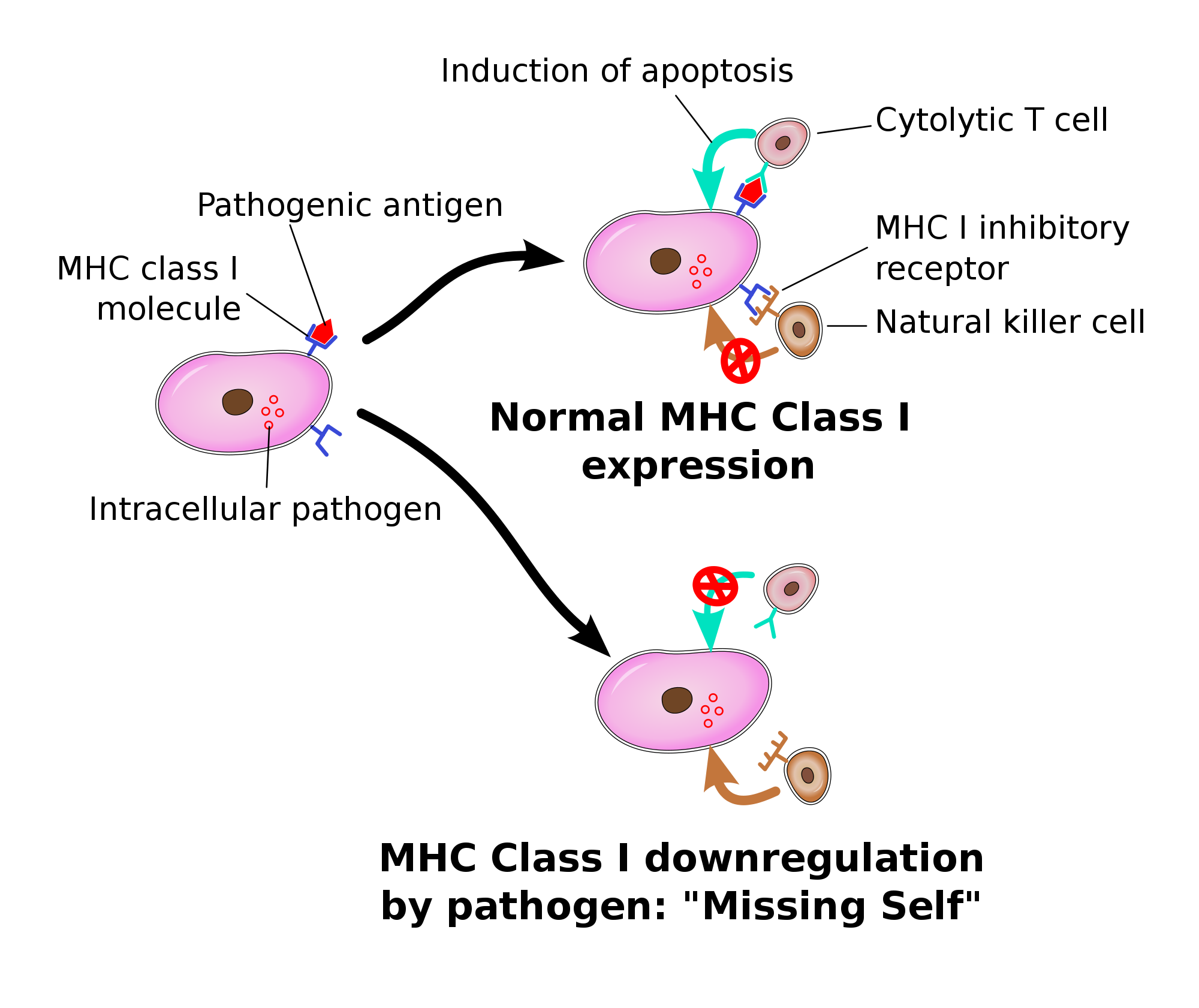
Esquema que muestra la interacción del patógeno con los Linfocitos T CD8+ y las células NK (en inglés).

Los linfocitos granulares NK, son identificados por su habilidad para reconocer y matar células tumorales o infectadas por virus y bacterias, sin necesidad de antígeno sensibilizante.
Las células asesinas NK, tienen la capacidad de diferenciar las células infectadas por un virus, o las células tumorales que han sufrido transformaciones malignas. Son capaces de identificar qué células son propias del hospedador y cuales son foráneas. Esto pasa gracias a que los receptores de membrana de la célula asesina detectan la presencia de las  MHC de clase 1 en este tipo de células dañadas y receptores inhibidores en células sanas. Este sistema sencillo de reconocimiento de las células sanas y de las células dañadas es muy eficaz.

### Sinapsis inmunológica NK

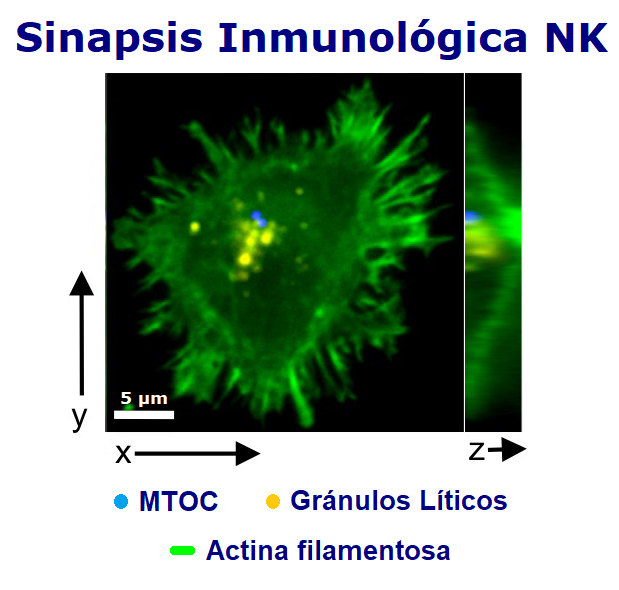
Sinapsis inmunológica NK, vista desde la célula objetivo. Ubicación de las diferentes dominios supramoleculares. El eje Z muestra el espesor completo de la célula NK, con la disposición cortical del centro organizador de microtúbulos o MTOC (en azul) y de los gránulos líticos. Microscopio confocal.

La citotoxicidad requieren de una zona de contacto intercelular estrecho, entre la célula NK y su célula objetivo; esta zona es la sinapsis inmunitaria, a través de la cual pueden liberarse moléculas para desencadenar la citólisis.

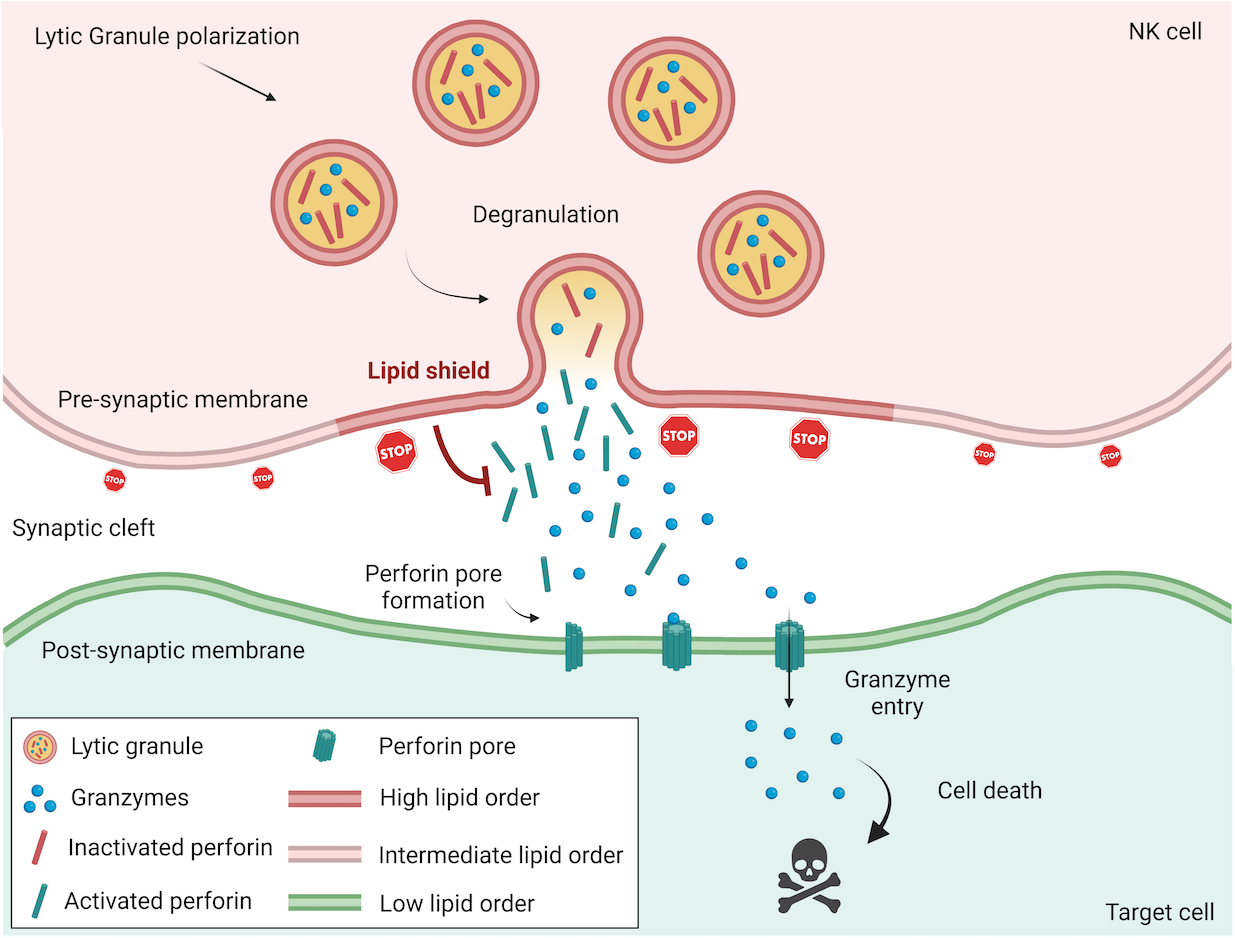
Dibujo esquemático de la sinapsis inmunológica.

Esta interfase NK especializada, está finamente regulada, porque es crítica para el proceso de citotoxicidad, pero también para la inhibición, la regulación y la co-estimulación inmunológicas.

### Receptores activadores
Los receptores de activación de las células NK, se acumulan mediante un proceso dependiente de actina en las sinapsis inmunes citotóxicas, donde proporcionan señales sinérgicas que desencadenan las funciones efectoras de las células NK.

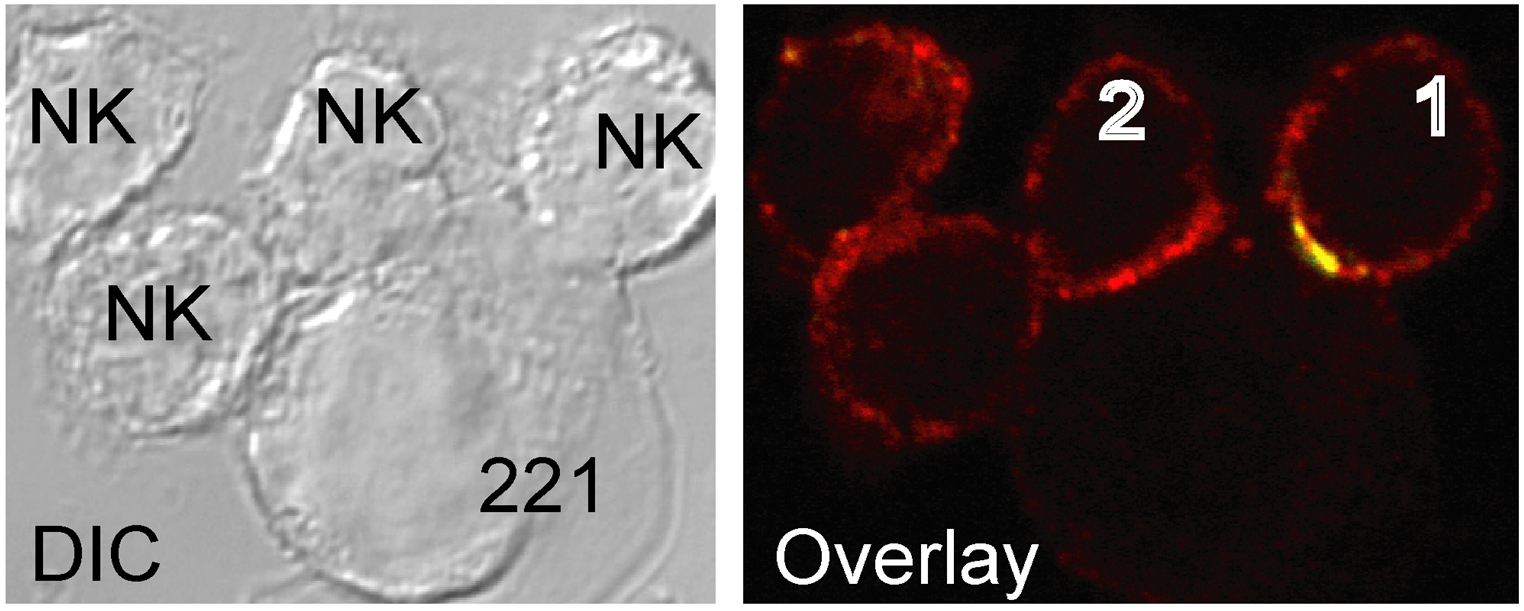
Sinapsis inmunitaria NK, pueden ser tanto activadoras (célula NK#2), como inhibidoras (célula NK#1) con sus células blanco (221). Imagen izquierda contraste de fase; imagen derecha: inmunofluorescencia las diferencia por colores.

### Receptores inhibidores
En contraste, los receptores inhibidores de las células NK, la familia de receptores MHC tipo I (KIR), se acumulan en las sinapsis inmunes inhibitorias, bloquean la dinámica de actina y evitan la fosforilación dependiente de actina de los receptores de activación. De esa manera la capacidad citotóxica queda bloqueada.
Además de este sistema liberan interferón y otras citocinas para desencadenar su respuesta inespecífica y destruir la célula que ha expulsado dicha sustancia, al verse atacada por una acción vírica. El reconocimiento de células diana induce a la movilización de gránulos hacia el sitio de contacto, los cuales contienen granzimas y perforinas. Estas proteínas forman un complejo, junto con una tercera proteína que actúa como carrier, el cual es endocitado por la bacteria. Esta endocitosis esta mediada por el receptor manosa 3-fosfato.
Las perforinas desestabilizan la membrana del endosoma, liberando a las granzimas, que inducen apoptosis celular
Debido a su capacidad de destrucción de células, se está estudiando usarlas como tratamiento contra el cáncer.

## Activación

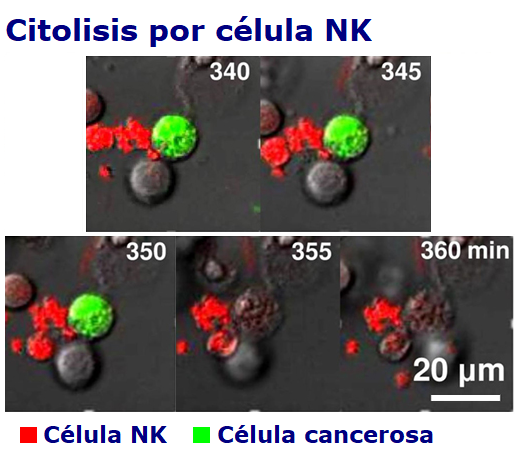
La célula NK (en rojo), provoca la citólisis de una célula de cáncer de mama. En este ejemplo el proceso dura 6 horas (360 minutos).

Las células NK se activan por interferones, los cuales son producidos por las células infectadas por virus (es un proceso feed-back). También se activan por otras citocinas: las interleucinas-2, las cuales se forman en los linfocitos T activados.
Una vez que el sistema inmunitario específico se ha activado, los anticuerpos tienen un papel de activación de las células NK, pues estas también tienen función citotóxica (tóxicas para la célula). Las células NK poseen receptores específicos para la región Fc de la inmunoglobulina G (FcγRIII). Cuando una célula está infectada por virus, los antígenos de estos, se presentan en la superficie de la célula infectada y los anticuerpos unidos a la NK, a su vez se unen a la célula infectada.
A las células NK activadas por interleucinas-2 en laboratorio, se las denomina células LAK.